# 豊橋警察署
豊橋警察署（とよはしけいさつしょ）は、愛知県警察が管轄する警察署の一つである。大規模警察署であり、署長は警視正。

## 所在地

### 住所
- 愛知県豊橋市八町通3-8

### アクセス
- 国道1号（八町通）
- 豊橋鉄道東田本線 市役所前停留場、豊橋公園前停留場

## 管轄区域
- 豊橋市

## 沿革
- 1876年（明治9年）：渥美郡、八名郡、設楽郡、宝飯郡を管轄する豊橋警察署が発足。
- 1879年（明治12年）：再編により渥美郡、八名郡を管轄する豊橋警察署となる。
- 1896年（明治29年）：八名郡域を富岡警察署として分離。渥美郡を管轄する豊橋警察署となる。
- 1948年（昭和23年）3月7日：従前の愛知県警察部と旧豊橋警察署が解体。自治体警察として豊橋市域を管轄する豊橋市警察と二川町を管轄する二川町警察が発足。周辺町村は国家地方警察渥美地区警察署と八楽地区警察署の管轄になる。
- 1951年（昭和26年）：警察法一部改正で、二川町警察を廃止し、国家地方警察渥美地区警察署の管轄となる。
- 1954年（昭和29年）：新警察法の公布で、新たに都道府県警察として愛知県警察が発足。豊橋市警察と国家地方警察渥美地区警察署を統合し、愛知県愛知警察署となる。
- 1955年（昭和30年）：新城警察署管内だった八名郡双和村大字賀茂編入で、現管轄区域となる。
- 1992年(平成4年)3月20日：現庁舎が完成する。

## 組織
- 警務課
  - 警務係
  - 住民サービス係
  - 留置管理係
- 会計課
  - 会計(第一係・第二係)
- 生活安全課
  - 生活安全(第一係・第二係)
  - 少年係
  - 保安(第一係・第二係)
- 地域課
  - 地域総務係
  - 地域(第一係～第三係)
  - 特別警戒隊
- 刑事課
  - 刑事総務係
  - 強行(第一係・第二係)
  - 盗犯(第一係・第二係)
  - 鑑識係
  - 知能係
  - 暴力係
  - 薬物銃器係
  - 国際捜査係
- 交通課
  - 交通総務係
  - 交通規制係
  - 通告センター
  - 指導取締係
  - 事故捜査係
- 警備課
  - 警備(第一係・第二係)
  - 実施係
  - 外事(第一係・第二係)

## 交番
（ ）の中は所在地
- 下地交番（豊橋市下地町字橋口40番地）
- 牛川交番（豊橋市牛川通1丁目3番地の1）
- 多米交番（豊橋市多米西町3丁目20番地）
- 岩田交番（豊橋市東岩田1丁目11番地の10）
- 二川交番（豊橋市大岩町字東郷内262番地の3）
- 磯辺交番（豊橋市大山町字上青尻2番地・3番地）
- 飯村交番（豊橋市飯村北5丁目1番地の2）
- つつじが丘交番（豊橋市佐藤3丁目21番の1）
- 西幸交番（豊橋市西幸町字笠松80番地の4）
- 高師交番（豊橋市西高師町字大坪59番地の1）
- 南稜交番（豊橋市大清水町字大清水3番地の1128）
- 牟呂交番（豊橋市神野新田町字ソノ割29番地）
- 吉田方交番（豊橋市高洲町字高洲122番地の9）
- 旭東田交番（豊橋市東雲町30番地4）
- 向山交番（豊橋市向山町字中畑26番地の4）
- 南部交番（豊橋市富本町字国隠17番地の2）
- 羽田交番（豊橋市羽根井西町1番地の3）
- 豊橋駅前交番（豊橋市駅前大通1丁目131番地）
- 東陵交番（豊橋市緑ヶ丘2丁目10番地1）

### かつてあった交番
- 旭交番
- 東田交番
- 松葉交番
- 神明交番 - 2015年4月1日に豊橋駅前交番と統合。
- 松山交番 - 跡地は現在、住宅。
- 岩西交番

## 駐在所
（ ）の中は所在地
- 賀茂駐在所（豊橋市賀茂町字宗末1番地の5）
- 平野駐在所（豊橋市石巻平野町字上郷89番地）
- 玉川駐在所（豊橋市石巻本町字清水55番地の1）
- 谷川駐在所（豊橋市中原町字中ノ谷30番地の6）
- 東細谷駐在所（豊橋市東細谷町字西畑100番地の2）
- 小松原駐在所（豊橋市小松原町字荒蒔67番地）
- 野依駐在所（豊橋市野依町字上ノ山1番地の1）
- 伊古部駐在所（豊橋市伊古部町字東荒子114番地の2）
- 杉山駐在所（豊橋市杉山町字出山22番地の1）
- 老津駐在所（豊橋市老津町字岩塚111番地）
- 大崎駐在所（豊橋市大崎町字西里中18番地）
- 前芝駐在所（豊橋市前芝町字稲場68番地の3）

## 主な未解決事件
- 豊橋市東光町地内における殺人事件[1]